# Leucula festiva
Leucula festiva là một loài bướm đêm trong họ Geometridae.